# Zamczysko (województwo wielkopolskie)
Zamczysko – osada w Polsce położona w województwie wielkopolskim, w powiecie wągrowieckim, w gminie Gołańcz.
W latach 1975–1998 miejscowość położona była w województwie pilskim.
Na terenie dzisiejszego Zamczyska znajdowała się rezydencja rycerska datowana na II poł. XIII w. Przypisywana jest ona wpływowej rodzinie Grzymałów.